# Барбас
Барбас (англ. Barbas) або Демон страху (англ. the Demon of Fear) — вигаданий персонаж, могутній ворог й антагоніст (демон вищого рівня) з телесеріалу "Усі жінки — відьми" мережі WB Television Network, який мав здатність відчувати найбільші побоювання свого супротивника та використати їх проти нього. Роль зіграв Біллі Драго, персонаж неодноразово плів змову проти трьох сестер Чародійок, які є могутніми добрими відьмами.

## Біографія
Від страху до вічності
Епізод 13, сезон 1, вперше показаний 10 лютого 1999 р.
Вперше Барбас з'явився на п'ятницю 13. Його план полягав у тому, щоб убити 13 неодружених відьом, використовуючи їх великі страхи, налякавши жінок до смерті, до півночі, інакше він залишиться в пастці в пеклі. Якщо йому це вдасться, він зможе сіяти хаос у світі кожного дня. Прю Галлівел вважала, що вона перемогла його, здолавши свій страх, але пізніше з'ясувалося, що демон не помер, а потрапив у чистилище.
Місіс Пекельний Вогонь
Епізод 9, сезон 2, вперше показаний 13 січня 2000 р.:
В іншу п'ятницю 13-го Барбасові вдається повернутися, той злий на сестер, які раніше перемогли його. Якщо йому вдасться перемогти Чародійок, які зупинили його, він зможе покинути Чистилище. Оскільки Барбас застряг в Чистилищі, він не в змозі вбити сестер сам, тому він наймає Бейна Джессапа та пані Пекельний Вогонь, двох убивць. Прю відштовхує кулі за допомогою своєї сили, дует пізніше зловили, і ті потрапили до в'язниці, що залишило Барбаса в Чистилищі.
Співчуття до демона
Епізод 7, сезон 5, вперше показаний 3 листопада 2002 р.:
Дізнавшись про астральний проєкт, Барбас маніпулює Коулом Тернером в позбавленні його сил. Після їх отримання Барбас знову вільний від Чистилища. Він нападає на сестер в їхньому будинку, використовуючи страхи щодо них. Пейдж атакує демона зіллям, що повертає сили назад Коулові. Коул перемагає Барбаса, вистріливши в нього енергетичною кулею.
Злочини та відьми
Епізод 19, сезон 6, вперше показаний 25 квітня 2004 р.:
Барбас повертається з Чистилища на трибунал, де судді — потужні істоти добра і зла, щоб судити сестер за зловживання магією. Насправді він дискредитує сестер за допомогою фантомів. Його план розкрили, але демон доводить, що Фібі була безрозсудною щодо своєї магії, її тимчасово позбавляють сил. Після перемоги на суді Барбас вільний від чистилища. Барбас також розповідає Старійшині Гідеону про його найгірший страх, що хтось дізнається, що Гідеон планує вбити Ваятта Галлівела, але іронічно обіцяє не розповідати нікому.
 Дуууже поганий світ (частина 1) / Дуууже поганий світ (частина 2) 
Двохгодинний фінал сезону, епізоди 22-23, вперше показаний 16 травня 2004 р.
Сестри помилково вирушають в паралельний світ, де зло домінує, і стикаються зі злими версіями самих себе і гарною версією «Барбаса», Демоном надії. Хороша версія Барбаса показує, що його альтер-его і Гідеон працюють разом, щоб убити Ваятта. Лео вистежує і вбиває Гідеона, щоб відновити рівновагу в обох світах.
 До зброї
Епізод 1, сезон 7, вперше показаний 12 вересня 2004 р.
Барбас буде відслідковувати Лео через змову з Гідеоном. У цьому епізоді він намагається вбити сестер, заражаючи Пайпер і Лео їхніми найгіршими побоюваннями. Хоча він маніпулює Лео щодо вбивства старця, демонові ще раз не вдається вбити сестер через Фібі і Пейдж. Проте після перемоги Чародійок Барбас заявляє, що він повернеться знову, тому що «страх завжди повертається».

## Характеристика
Барбас — дуже потужний демон вищого рівня. До його здібностей можна віднести: телепортація, кидання енергетичними кулями, проєкція страху, зондування, гіпноз, астральна проєкція, голосові маніпуляції.